# (4625) Щедрин
(4625) Щедрин (лат. Shchedrin) — типичный астероид главного пояса, открыт 20 октября 1982 года советским астрономом Людмилой Карачкиной в Крымской астрофизической обсерватории и 4 июня 1993 года назван в честь советского и российского композитора и пианиста Родиона Щедрина.

## Обнаружение и именование
(4625) Щедрин
Открыт 20 октября 1982 года в Научном Л. Г. Карачкиной.
Назван в честь выдающегося русского композитора Родиона Константиновича Щедрина.
Оригинальный текст (англ.)4625 Shchedrin
Discovered 1982-10-20 by Karachkina, L. G. at Nauchnyj.
Named for the outstanding Russian composer Rodion Konstantinovich Shchedrin.
Источники: DISCOVERY.DB; M.P.C. 22247.

## Орбита

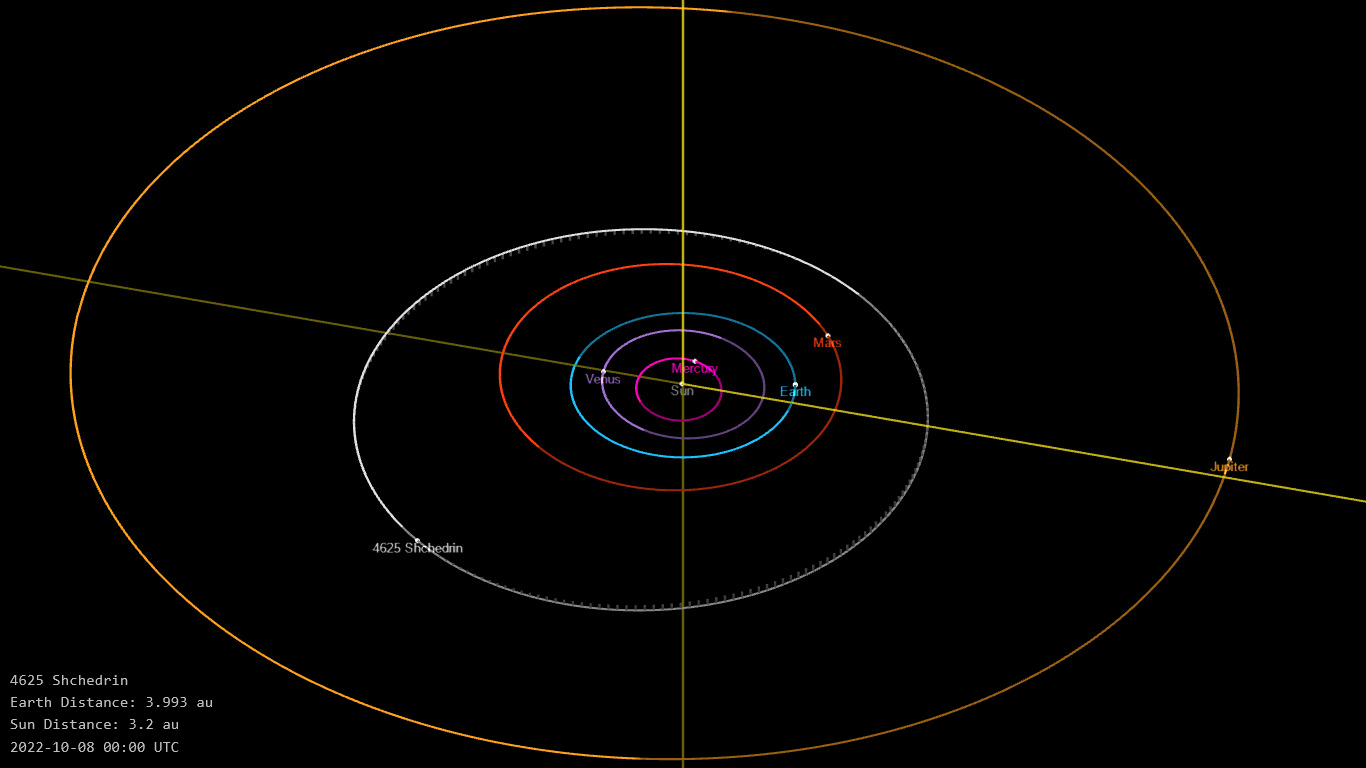
Орбита астероида Щедрин и его положение в Солнечной системе

## Физические характеристики
Астероид относится к таксономическому классу C.
По результатам наблюдений системы последнего оповещения о столкновении астероида с Землей Asteroid Terrestrial-impact Last Alert System абсолютная звёздная величина астероида оценивалась равной 14,16±0,085m и 13,62±0,420m.